# Donnie Walsh
Joseph Donald Walsh, detto Donnie (New York, 1º marzo 1941), è un ex cestista, allenatore di pallacanestro e dirigente sportivo statunitense, professionista nella NBA.

## Carriera
Venne selezionato dai Philadelphia Warriors all'undicesimo giro del Draft NBA 1962 (89ª scelta assoluta).